# Cúp bóng đá châu Á 2004
Cúp bóng đá châu Á 2004 (tiếng Anh: 2004 AFC Asian Cup) là cúp bóng đá châu Á lần thứ 13, được tổ chức lần đầu tiên tại Trung Quốc từ 17 tháng 7 đến 7 tháng 8 năm 2004. Giải được đánh dấu bằng thất bại của Ả Rập Saudi ở vòng bảng, dù trước đó, họ được đánh giá rất cao. Bahrain đã làm nên bất ngờ khi đứng thứ 4 chung cuộc dù mới góp mặt lần thứ hai; Jordan cũng làm nên địa chấn khi lọt vào tứ kết giải (mới xuất hiện có lần đầu tiên).
Trong trận chung kết tại Bắc Kinh, Nhật Bản của cựu danh thủ Brazil Zico đã thắng chủ nhà Trung Quốc với tỷ số 3-1 để giữ vững ngôi vô địch (lần thứ ba). Trong trận đấu này, Trung Quốc cho rằng Nhật Bản có pha làm bàn không hợp lệ bằng tay một cầu thủ Nhật. Các vụ bạo loạn phản đối Nhật Bản đã nổ ra dữ dội trước và sau trận chung kết do quan hệ lịch sử giữa hai nước, và trở nên nghiêm trọng hơn sau khi Trung Quốc thua trận.

## Địa điểm
| Bắc KinhTrùng KhánhTế NamThành Đô | Bắc Kinh               | Trùng Khánh                            | Tế Nam                      | Thành Đô                                      |
| Bắc KinhTrùng KhánhTế NamThành Đô | Sân vận động Công nhân | Trung tâm Thể thao Olympic Trùng Khánh | Trung tâm Thể thao Sơn Đông | Sân vận động bóng đá Thành Đô Long Tuyền Dịch |
| Bắc KinhTrùng KhánhTế NamThành Đô | Sức chứa: 66.161       | Sức chứa: 58.680                       | Sức chứa: 27.333            | Sức chứa: 30.800                              |
| Bắc KinhTrùng KhánhTế NamThành Đô |                        |                                        |                             |                                               |

## Vòng loại
Vòng loại Cúp bóng đá châu Á 2004 bắt đầu diễn ra từ tháng 3 đến tháng 11 năm 2003. Đội đương kim vô địch Nhật Bản và đội chủ nhà Trung Quốc được đặc cách vào thẳng vòng chung kết. 20 đội bóng yếu nhất được chia làm sáu bảng, chọn ra các đội nhất mỗi bảng, cùng với các đội tuyển đứng thứ nhì có kết quả tốt nhất vào chơi vòng loại thứ hai, gồm Vòng này gồm 21 đội chia làm 7 bảng, chọn ra 3 đội nhất và nhì vào chơi vòng chung kết tại Trung Quốc.

## Bốc thăm chia bảng
| Nhóm A                                         | Nhóm B                       | Nhóm C                                  | Nhóm D                                 |
| ---------------------------------------------- | ---------------------------- | --------------------------------------- | -------------------------------------- |
| Trung Quốc · Nhật Bản · Hàn Quốc · Ả Rập Xê Út | Iran · Iraq · Kuwait · Qatar | Indonesia · Uzbekistan · UAE · Thái Lan | Bahrain · Jordan · Oman · Turkmenistan |

## Vòng chung kết

### Vòng bảng
Giờ thi đấu tính theo giờ Trung Quốc (UTC+8)

#### Bảng A
| Đội        | Số trận | Thắng | Hoà | Thua | Bàn thắng | Bàn thua | Hiệu số | Điểm |
| ---------- | ------- | ----- | --- | ---- | --------- | -------- | ------- | ---- |
| Trung Quốc | 3       | 2     | 1   | 0    | 8         | 2        | +6      | 7    |
| Bahrain    | 3       | 1     | 2   | 0    | 6         | 4        | +2      | 5    |
| Indonesia  | 3       | 1     | 0   | 2    | 3         | 9        | -6      | 3    |
| Qatar      | 3       | 0     | 1   | 2    | 2         | 4        | -2      | 1    |

| Trung Quốc                            | 2–2      | Bahrain                 |
| ------------------------------------- | -------- | ----------------------- |
| Trịnh Chí 58' (ph.đ.) · Lý Kim Vũ 66' | Chi tiết | M. Hubail 41' · Ali 89' |

| Qatar          | 1 – 2 | Indonesia                   |
| -------------- | ----- | --------------------------- |
| M. Mohamed 83' |       | Sudarsono 26' · Astaman 48' |

| Bahrain         | 1 – 1    | Qatar             |
| --------------- | -------- | ----------------- |
| M. Hubail 90+1' | Chi tiết | Rizik 59' (ph.đ.) |

| Indonesia | 0 – 5    | Trung Quốc                                                              |
| --------- | -------- | ----------------------------------------------------------------------- |
|           | Chi tiết | Thiệu Giai Nhất 25', 66' · Hác Hải Đông 40' · Lý Minh 51' · Lý Nghị 80' |

| Trung Quốc      | 1 – 0    | Qatar |
| --------------- | -------- | ----- |
| Từ Văn Long 77' | Chi tiết |       |

| Bahrain                              | 3 – 1    | Indonesia |
| ------------------------------------ | -------- | --------- |
| Ali 43' · A. Hubail 57' · Yousef 82' | Chi tiết | Aiboy 75' |

#### Bảng B
| Đội      | Số trận | Thắng | Hoà | Thua | Bàn thắng | Bàn thua | Hiệu số | Điểm |
| -------- | ------- | ----- | --- | ---- | --------- | -------- | ------- | ---- |
| Hàn Quốc | 3       | 2     | 1   | 0    | 6         | 0        | +6      | 7    |
| Jordan   | 3       | 1     | 2   | 0    | 2         | 0        | +2      | 5    |
| Kuwait   | 3       | 1     | 0   | 2    | 3         | 7        | -4      | 3    |
| UAE      | 3       | 0     | 1   | 2    | 1         | 5        | -4      | 1    |

| Hàn Quốc | 0 – 0    | Jordan |
| -------- | -------- | ------ |
|          | Chi tiết |        |

| Kuwait                                       | 3 – 1    | UAE        |
| -------------------------------------------- | -------- | ---------- |
| B. Abdullah 24' · Al-Mutawa 39' (ph.đ.), 45' | Chi tiết | Rashid 47' |

| Jordan                      | 2 – 0    | Kuwait |
| --------------------------- | -------- | ------ |
| Saad 90+1' · Al-Zboun 90+2' | Chi tiết |        |

| UAE | 0 – 2    | Hàn Quốc                                |
| --- | -------- | --------------------------------------- |
|     | Chi tiết | Lee Dong-Gook 41' · Ahn Jung-Hwan 90+1' |

| Jordan | 0 – 0    | UAE |
| ------ | -------- | --- |
|        | Chi tiết |     |

| Hàn Quốc                                                     | 4 – 0 | Kuwait |
| ------------------------------------------------------------ | ----- | ------ |
| Lee Dong-Gook 25', 41' · Cha Du-Ri 45+1' · Ahn Jung-Hwan 75' |       |        |

#### Bảng C
| Đội          | Số trận | Thắng | Hoà | Thua | Bàn thắng | Bàn thua | Hiệu số | Điểm |
| ------------ | ------- | ----- | --- | ---- | --------- | -------- | ------- | ---- |
| Uzbekistan   | 3       | 3     | 0   | 0    | 3         | 0        | +3      | 9    |
| Iraq         | 3       | 2     | 0   | 1    | 5         | 4        | +1      | 6    |
| Turkmenistan | 3       | 0     | 1   | 2    | 4         | 6        | -2      | 1    |
| Ả Rập Xê Út  | 3       | 0     | 1   | 2    | 3         | 5        | -2      | 1    |

| Ả Rập Xê Út                | 2 – 2    | Turkmenistan                   |
| -------------------------- | -------- | ------------------------------ |
| Al-Qahtani 9' (ph.đ.), 59' | Chi tiết | N. Bayramov 6' · Kuliyev 90+3' |

| Iraq | 0 – 1    | Uzbekistan  |
| ---- | -------- | ----------- |
|      | Chi tiết | Qosimov 21' |

| Turkmenistan                   | 2 – 3    | Iraq                                        |
| ------------------------------ | -------- | ------------------------------------------- |
| V. Bayramov 14' · Kuliyyew 85' | Chi tiết | H. M. Mohammed 12' · Farhan 80' · Munir 88' |

| Uzbekistan   | 1 – 0 | Ả Rập Xê Út |
| ------------ | ----- | ----------- |
| Geynrikh 13' |       |             |

| Ả Rập Xê Út       | 1 – 2    | Iraq                    |
| ----------------- | -------- | ----------------------- |
| Al-Montashari 57' | Chi tiết | Akram 51' · Mahmoud 86' |

| Turkmenistan | 0 – 1    | Uzbekistan  |
| ------------ | -------- | ----------- |
|              | Chi tiết | Qosimov 58' |

#### Bảng D
| Đội      | Số trận | Thắng | Hoà | Thua | Bàn thắng | Bàn thua | Hiệu số | Điểm |
| -------- | ------- | ----- | --- | ---- | --------- | -------- | ------- | ---- |
| Nhật Bản | 3       | 2     | 1   | 0    | 5         | 1        | +4      | 7    |
| Iran     | 3       | 1     | 2   | 0    | 5         | 2        | +3      | 5    |
| Oman     | 3       | 1     | 1   | 1    | 4         | 3        | +1      | 4    |
| Thái Lan | 3       | 0     | 0   | 3    | 1         | 9        | -8      | 0    |

| Nhật Bản     | 1 – 0    | Oman |
| ------------ | -------- | ---- |
| Nakamura 33' | Chi tiết |      |

| Iran                                          | 3 – 0    | Thái Lan |
| --------------------------------------------- | -------- | -------- |
| Enayati 71' · Nekounam 80' · Daei 86' (ph.đ.) | Chi tiết |          |

| Oman              | 2 – 2    | Iran                       |
| ----------------- | -------- | -------------------------- |
| Al-Hosni 31', 40' | Chi tiết | Karimi 61' · Nosrati 90+4' |

| Thái Lan      | 1 – 4    | Nhật Bản                                         |
| ------------- | -------- | ------------------------------------------------ |
| Suksomkit 12' | Chi tiết | Nakamura 21' · Nakazawa 57', 87' · Fukunishi 68' |

| Oman                                    | 2 – 0    | Thái Lan |
| --------------------------------------- | -------- | -------- |
| Viwatchaichok 15' (l.n.) · Al-Hosni 49' | Chi tiết |          |

| Nhật Bản | 0 – 0    | Iran |
| -------- | -------- | ---- |
|          | Chi tiết |      |

### Vòng đấu loại trực tiếp

#### Sơ đồ tóm tắt
|  | Tứ kết                   | Tứ kết             |                      |       | Bán kết       | Bán kết              |                      |  | Chung kết | Chung kết |
|  |                          |                    |                      |       |               |                      |                      |  |           |           |
|  | 30 tháng 7 - Bắc Kinh    |                    |                      |       |               |                      |                      |  |           |           |
|  |                          |                    |                      |       |               |                      |                      |  |           |           |
|  | Trung Quốc               | 3                  |                      |       |               |                      |                      |  |           |           |
|  | Trung Quốc               | 3                  | 3 tháng 8 - Bắc Kinh |       |               |                      |                      |  |           |           |
|  | Iraq                     | 0                  |                      |       |               |                      |                      |  |           |           |
|  | Iraq                     | 0                  | Trung Quốc {pen.)    | 1 (4) |               |                      |                      |  |           |           |
|  | 31 tháng 7 - Tế Nam      |                    | Trung Quốc {pen.)    | 1 (4) |               |                      |                      |  |           |           |
|  |                          |                    | Iran                 | 1 (3) |               |                      |                      |  |           |           |
|  | Hàn Quốc                 | 3                  | Iran                 | 1 (3) |               |                      |                      |  |           |           |
|  | Hàn Quốc                 | 3                  | 7 tháng 8 - Bắc Kinh |       |               |                      |                      |  |           |           |
|  | Iran                     | 4                  |                      |       |               |                      |                      |  |           |           |
|  | Iran                     | 4                  | Trung Quốc           | 1     |               |                      |                      |  |           |           |
|  | 30 tháng 7 - Thành Đô    |                    | Trung Quốc           | 1     |               |                      |                      |  |           |           |
|  |                          | Nhật Bản           | 3                    |       |               |                      |                      |  |           |           |
|  | Uzbekistan               | Nhật Bản           | 3                    | 2 (3) |               |                      |                      |  |           |           |
|  | Uzbekistan               | 3 tháng 8 - Tế Nam |                      | 2 (3) |               |                      |                      |  |           |           |
|  | Bahrain (pen.)           | 2 (4)              |                      |       |               |                      |                      |  |           |           |
|  | Bahrain (pen.)           | 2 (4)              | Bahrain              | 3     | Tranh hạng ba | Tranh hạng ba        |                      |  |           |           |
|  | 31 tháng 7 - Trùng Khánh |                    | Bahrain              | 3     | Tranh hạng ba | Tranh hạng ba        |                      |  |           |           |
|  |                          |                    | Nhật Bản (h.p.)      | 4     |               | 6 tháng 8 - Bắc Kinh | 6 tháng 8 - Bắc Kinh |  |           |           |
|  | Nhật Bản (pen.)          | 1 (4)              | Nhật Bản (h.p.)      | 4     |               | 6 tháng 8 - Bắc Kinh | 6 tháng 8 - Bắc Kinh |  |           |           |
|  | Nhật Bản (pen.)          | 1 (4)              |                      |       | Iran          | 4                    |                      |  |           |           |
|  | Jordan                   | 1 (3)              |                      |       | Iran          | 4                    |                      |  |           |           |
|  | Jordan                   | 1 (3)              | Bahrain              | 2     |               |                      |                      |  |           |           |
|  |                          |                    |                      | 2     |               |                      |                      |  |           |           |

#### Tứ kết
| Uzbekistan                                          | 2 – 2 (s.h.p.) | Bahrain                                |
| --------------------------------------------------- | -------------- | -------------------------------------- |
| Geynrikh 60' · Shishelov 86'                        |                | A. Hubail 71', 76'                     |
| Loạt sút luân lưu                                   |                |                                        |
| Fyodorov · Djeperov · Geynrikh · Bikmoev · Koshelev | 3 – 4          | Ali · Juma · Baba · Farhan · A. Hubail |

| Trung Quốc                                             | 3 – 0    | Iraq |
| ------------------------------------------------------ | -------- | ---- |
| Hác Hải Đông 8' · Trịnh Chí 81' (ph.đ.), 90+2' (ph.đ.) | Chi tiết |      |

| Nhật Bản                                                            | 1 – 1 (s.h.p.) | Jordan                                                                     |
| ------------------------------------------------------------------- | -------------- | -------------------------------------------------------------------------- |
| Suzuki 14'                                                          | Chi tiết       | Shelbaieh 11'                                                              |
| Loạt sút luân lưu                                                   |                |                                                                            |
| Nakamura · Alex · Fukunishi · Nakata · Suzuki · Nakazawa · Miyamoto | 4 – 3          | Abu Zema · Al-Awadat · Aqel · Al-Shboul · Ibrahim · Al-Zboun · Bani Yaseen |

| Hàn Quốc                                               | 3 – 4    | Iran                                            |
| ------------------------------------------------------ | -------- | ----------------------------------------------- |
| Seol Ki-Hyeon 16' · Lee Dong-Gook 25' · Kim Nam-Il 68' | Chi tiết | Karimi 10', 20', 77' · Park Jin-Seop 51' (l.n.) |

#### Bán kết
| Bahrain                       | 3 – 4 (s.h.p.) | Nhật Bản                                    |
| ----------------------------- | -------------- | ------------------------------------------- |
| A. Hubail 7', 71' · Naser 85' | Chi tiết       | Nakata 48' · Tamada 55', 93' · Nakazawa 90' |

| Trung Quốc                                                                | 1 – 1 (s.h.p.) | Iran                                                 |
| ------------------------------------------------------------------------- | -------------- | ---------------------------------------------------- |
| Thiệu Giai Nhất 18'                                                       |                | Alavi 38'                                            |
| Loạt sút luân lưu                                                         |                |                                                      |
| Trịnh Chí · Triệu Tuấn Triết · Lý Tiêu Bằng · Tôn Tường · Thiệu Giai Nhất | 4 – 3          | Daei · Mahdavikia · Nekounam · Mobali · Golmohammadi |

#### Tranh hạng ba
| Iran                                             | 4 – 2    | Bahrain                 |
| ------------------------------------------------ | -------- | ----------------------- |
| Nekounam 9' · Karimi 52' · Daei 80' (ph.đ.), 90' | Chi tiết | Yousef 48' · Farhan 57' |

#### Chung kết
| Trung Quốc  | 1 – 3    | Nhật Bản                                  |
| ----------- | -------- | ----------------------------------------- |
| Lý Minh 31' | Chi tiết | Fukunishi 22' · Nakata 65' · Tamada 90+1' |

## Giải thưởng
| Cầu thủ xuất sắc nhất | Vua phá lưới            | Đội đoạt giải phong cách |
| --------------------- | ----------------------- | ------------------------ |
| Nakamura Shunsuke     | A'ala Hubail Ali Karimi | Trung Quốc               |

### Đội hình tiêu biểu
| Thủ môn              | Hậu vệ                                     | Tiền vệ                                                                          | Tiền đạo                |
| -------------------- | ------------------------------------------ | -------------------------------------------------------------------------------- | ----------------------- |
| Kawaguchi Yoshikatsu | Miyamoto Tsuneyasu Nakazawa Yuji Trịnh Chí | Nakamura Shunsuke Thiệu Giai Nhất Triệu Tuấn Triết Talal Yousef Mehdi Mahdavikia | A'ala Hubail Ali Karimi |

## Cầu thủ ghi bàn
| 5 bàn - A'ala Hubail - Ali Karimi 4 bàn - Lee Dong-Gook 3 bàn - Thiệu Giai Nhất - Trịnh Chí - Ali Daei - Nakazawa Yuji - Tamada Keiji - Imad Al-Hosni 2 bàn - Husain Ali - Mohamed Hubail - Talal Yousef - Hác Hải Đông - Lý Minh - Javad Nekounam - Fukunishi Takashi - Nakamura Shunsuke - Nakata Koji - Ahn Jung-Hwan - Bader Al-Mutwa - Yasser Al-Qahtani - Begench Kuliyev - Alexander Geynrikh - Mirjalol Qosimov | 1 bàn - Saleh Farhan - Duaij Naser - Lý Kim Vũ - Lý Nghị - Từ Văn Long - Elie Aiboy - Ponaryo Astaman - Budi Sudarsono - Mohammad Alavi - Reza Enayati - Mohammad Nosrati - Nashat Akram - Razzaq Farhan - Younis Mahmoud - Hawar Mohammed - Qusay Munir - Suzuki Takayuki - Anas Al-Zboun - Khaled Saad - Mahmoud Shelbaieh - Cha Du-Ri - Seol Ki-Hyeon - Kim Nam-Il - Bashar Abdullah - Magid Mohamed - Wesam Rizik - Hamad Al-Montashari - Sutee Suksomkit - Nazar Bayramov - Vladimir Bayramov - Mohamed Rashid - Vladimir Shishelov Phản lưới nhà - Park Jin-Seop (1) (trận gặp Iran) - Rangsan Viwatchaichok (1) (trận gặp Oman) |